# مانوئل بلوم
 مانوئل بلوم (انگلیسی: Manuel Blum؛ زاده ۲۶ آوریل ۱۹۳۸) یک دانشمند علوم رایانه ونزوئلایی-آمریکایی است که در سال ۱۹۹۵ جایزه تورینگ را "به پاس کمک‌هایش به مبانی نظریه پیچیدگی محاسباتی و کاربرد آن در رمزنگاری و بررسی برنامه" دریافت کرد.

## زندگی‌نامه
بلوم در خانواده‌ای یهودی در ونزوئلا به دنیا آمد. بلوم در مؤسسه فناوری ماساچوست تحصیل کرد و در سال های ۱۹۵۹ و ۱۹۶۱ مدرک کارشناسی و کارشناسی ارشد خود را در رشته مهندسی برق گرفت و پی‌اچ‌دی خود را در ریاضیات در سال ۱‍۹۶۴ تحت نظارت ماروین مینسکی در همانجا دریافت کرد.

## حرفه
بلوم تا سال ۲۰۰۱ به عنوان استاد علوم رایانه در دانشگاه کالیفرنیا، برکلی تدریس کرد. از سال ۲۰۰۱ تا ۲۰۱۸، او استاد علوم رایانه بروس نلسون در دانشگاه کارنگی ملون بود، جایی که همسرش، لنور بلوم، نیز استاد علوم رایانه بود.
در سال ۲۰۰۲ به عضویت آکادمی ملی علوم ایالات متحده آمریکا انتخاب شد. در سال ۲۰۰۶، او به دلیل مشارکت در نظریه پیچیدگی انتزاعی، استنتاج استقرایی، پروتکل‌های رمزنگاری و تئوری و کاربردهای چک‌کننده‌های برنامه به عضویت آکادمی ملی مهندسی انتخاب شد.
در سال ۲۰۱۸ او و همسرش لنور در اعتراض به تبعیض جنسی از دانشگاه کارنگی ملون استعفا دادند، زیرا تغییر در ساختار مدیریتی پروژه المپوس منجر به رفتارهای جنسیتی با همسرش به عنوان مدیر و محرومیت زنان دیگر از فعالیت‌های پروژه شد.